# Zaščitena geografska označba
Zaščitena geografska označba (ZGO) je ena od shem kakovosti, s katero so zaščiteni kmetijski pridelki in živila v Sloveniji in celotni Evropski skupnosti.
Pridelek ali oseba ki je označen s to shemo kakovosti, mora imeti vsaj eno fazo (pridelava ali predelava) proizvodnje na določenem geografskem območju, po katerem je kmetijski pridelek ali živilo poimenovano.

## V Sloveniji zaščiteni kmetijski pridelki ali živila
Kraški pršut, Vipavski pršut,  Kraška panceta, Kraški zašink, Vipavski zašinek, Šebrejski želodec, Zgornjesavinski želodec, Prleška tünka, Štajersko-prekmursko bučno olje, Jajca izpod Kamniških planin, Kranjska klobasa, Ptujski lük, Istrski ovčji sir.